# Parola (Giovanni Caccamo)
Parola è il quarto album in studio del cantautore italiano Giovanni Caccamo.

## Contenuto
"Parola" nasce, secondo lo stesso Caccamo, con l'obiettivo di mettere al centro dell'attenzione l’importanza della parola e dialogo intergenerazionale.
Ognuno dei sette brani dell’album è ispirato ad un testo di letteratura italiana, straniera o contemporanea e viene preceduto da un’introduzione strumentale nella quale una voce d’eccezione, legge il testo che l’ha ispirato. Le voci che interpretano i testi che precedono le canzoni sono di Willem Dafoe, Patti Smith, Jesse Paris Smith (figlia di Patti Smith), Liliana Segre, Aleida Guevara (figlia di Che Guevara), Michele Placido e Beppe Fiorello a cui si aggiunge un discorso di Andrea Camilleri.

## Tracce
1. I'm That - (introduzione di "Aurora", letto da Willem Dafoe) - 1:26
2. Aurora -  4:31
3. Our World (introduzione di "Il cambiamento", letto da Patti Smith, Jesse Paris Smith) - 01:21
4. Il cambiamento - 03:41
5. Lettera ai figli (introduzione di "Canta", letto da Aleida Guevara) - 02:18
6. Canta - 03:26
7. Pallottole (introduzione di "Le parole hanno un peso", letto da Andrea Camilleri) - 01:23
8. Le parole hanno un peso - 03:02
9. Risarcimento (introduzione di "Evoluzione", letto da Michele Placido) - 01:38
10. Evoluzione - 03:38
11. Madre (Introduzione di "prede e predatori", letto da Liliana Segre) - 01:42
12. Prede e predatori - 02:47
13. Senza di te tornavo (introduzione di "perditi con me", letto da Beppe Fiorello) - 01:22
14. Perditi con me - 02:50

## Il manifesto del cambiamento
L'album, fa parte del più ampio progetto "Il manifesto del cambiamento", che ha l'obiettivo di stabilire le problematiche dei giovani e di provare a costruire un dialogo intergenerazionale. Il tutto si basa sul libro edito da Treccani, con prefazione inedita di Papa Francesco, chiamato per l'appunto Il manifesto del cambiamento. Il libro comprende sessanta storie di giovani, scelte personalmente da Caccamo tra le migliaia ricevute, che raccontano dei problemi che i giovani affrontano.
Il progetto è nato da un appello di Andrea Camilleri (la cui registrazione è presente nell'album come lettura che precede il brano "Le parole hanno un peso") il quale chiese proprio ai giovani di far partire un nuovo umanesimo basandosi sull'importanza delle parole.
Al progetto è anche dedicato un documentario dal titolo omonimo.

## Ricezione
“Parola” viene descritto dall'aggregatore di recensioni IBS, parte di Feltrinelli, come un album di pop raffinato, poetico, con sonorità elettroniche.
L'album è stato apprezzato dalla critica, che ne ha apprezzato l'originalità. Red Ronnie, noto giornalista musicale, ha apprezzato la componente musicale e dei testi dell'album.